# Fernando Colunga Ultimate Experience
Fernando Colunga Ultimate Experience (también conocida por sus siglas FCUE) es una banda de metal serbia proveniente de la ciudad de Požarevac. Esta agrupación toma su nombre del actor mexicano de telenovelas, Fernando Colunga.

## Historia
La banda se fundó en 2010 y aún conserva la formación original: Marko Živković, Stefan Milenković y Antonio Jovanović. La FCUE comenzó como un proyecto alterno de la banda con fines recreativos que mezcla bases musicales de géneros como el grindcore, con algunas letras cómicas y paródicas sobre telenovelas y diversos iconos culturales como Steven Seagal.
El nombre de la banda fue inspirado en el famoso actor mexicano Fernando Colunga; a quien ellos comparaban con el actor estadounidense Chuck Norris, debido a la gran cantidad de personajes que Colunga ha interpretado a lo largo de su carrera. Lo que comenzó como una parodia tomó un rumbo más profesional al paso de los años, sobre todo a partir del lanzamiento de su álbum Toxic hog cult, lo que los alejó del trasfondo del grindcore, y comenzó a mostrar influencias del Death and roll.
En 2019, la banda ganó notoriedad en los medios de comunicación latinoamericanos (particularmente en México), gracias a su llamativo nombre. 
Ese mismo año, FCUE lanzó el sencillo Inhale My Misery. La revista online Helly Cherry describió el nuevo single de FCUE como "estilísticamente completamente diferente a todo lo grabado por la banda durante sus primeros tres años". Poco tiempo después la banda lanzó su siguiente sencillo: La Usurpadora, esta canción dio continuidad a la madurez musical de la agrupación y logró reacciones bastante positivas entre los nuevos fans.
Su demo Día de Muertos, fue publicado el 1 de noviembre en 2019 (fecha relevante ya que en México se celebra el Día de Muertos). Según la distribuidora musical alemana Fangtasia Music, este trabajo retoma el estilo de las canciones más antiguas de la banda, combinando los géneros slamming death metal y el grindcore.

## Discografía

### Álbumes de estudio
- El culto al cerdo tóxico (2012)

### Individual
- Jama se preljeva (2011)
- Charada (2012)
- Inhala mi miseria (2019)
- La usurpadora (2019)
- Un día perfecto para estar muerto (2023)
- Telenovela 1 (2010)
- Sangriento y brutal telenovela (2010)
- Dominio chamuscado de los desechos humanos (2010)
- Nekromansa (2015)
- Día de muertos (2019)